# Oliver Kreuzer
Oliver Kreuzer (Mannheim, 13 novembre 1965) è un ex calciatore tedesco.

## Carriera

### Club
Ha giocato come difensore centrale. Ha debuttato in Bundesliga nel 1985 con il Karlsruhe dove è rimasto per sei stagioni.
Nel 1991 passa al Bayern Monaco dove in sei anni vince due campionati (1994 e 1997) ed una Coppa UEFA nel 1996 (giocando da titolare la finale di andata contro il Bordeaux).
Nel 1997 si trasferisce agli svizzeri del Basilea, dove al suo ultimo anno da professionista, nel 2002, conquista l'accoppiata Campionato-Coppa di Svizzera.

### Nazionale
Ha giocato nella Nazionale tedesca Under-21 (disputando 7 partite fra il 1986 e il 1989).

## Palmarès

### Competizioni nazionali
- Campionato tedesco: 2

Bayern Monaco: 1993-1994, 1996-1997
- Campionato svizzero: 1

Basilea: 2001-2002
- Coppa Svizzera: 1

Basilea: 2002

### Competizioni internazionali
- Coppa UEFA: 1

Bayern Monaco: 1995-1996